# Комп'ютеризоване робоче місце
Робо́че мі́сце опера́тора — це місце в системі «людина—техніка», оснащене засобами відображення інформації, органами керування і допоміжним обладнанням, на якому здійснюється трудова діяльність.
Робоче місце — це зона простору, що оснащена необхідним устаткуванням, де відбувається трудова діяльність одного працівника чи групи працівників.
При роботі з персональним комп'ютером дуже важливу роль відіграє дотримання правильного режиму праці і відпочинку. Інакше у персоналу виникає напруга зорового апарату з появою скарг на незадоволеність роботою, головні болі, дратівливість, порушення сну, утомленість і хворобливі відчуття в очах, в попереці, в області шиї і руках.
Робоча поза сидячи викликає мінімальне стомлення програміста. Раціональне планування робочого місця передбачає чіткий порядок і постійність розміщення предметів, засобів праці і документації. Те, що потрібне для виконання робіт частіше, розташоване в зоні легкої досяжності робочого простору.
Положення екрану визначається:
- відстанню прочитування (0,6.0,7м);
- кутом прочитування, напрямом погляду на 20 нижче горизонталі до центру екрану, причому екран перпендикулярний цьому напряму.

Повинна також передбачатися можливість регулювання екрану:
- по висоті +3 см;
- по нахилу від −10 до +20 щодо вертикалі;
- в лівому і правом напрямах.

Істотне значення для продуктивної і якісної роботи на комп'ютері мають розміри знаків, густину їх розміщення, контраст і співвідношення яскравості символів і фону екрану. Якщо відстань від очей оператора до екрану дисплея становить 60.80 см, то висота знака повинна бути не менше 3мм, оптимальне співвідношення ширини і висоти знака становить 3:4, а відстань між знаками — 15.20% їх висоти. Співвідношення яскравості фону екрану і символів — від 1:2 до 1:15.
Під час користування комп'ютером медики радять встановлювати монітор на відстані 50-60 см від очей. Фахівці також вважають, що верхня частина відеодисплея повинна бути на рівні очей або трохи нижче. Коли людина дивиться прямо перед собою, його очі відкриваються ширше, ніж коли він дивиться вниз. За рахунок цього площа огляду значно збільшується, викликаючи обезводнення очей. До того ж якщо екран встановлений високо, а очі широко відкриті, порушується функція моргання. Це значить, що очі не закриваються повністю, не омиваються слізною рідиною, не одержують достатнього зволоження, що приводить до їх швидкої стомлюваності.